# Cliveden
Cliveden (pronunciado CLIV - d'n) é um palácio inglês localizado no Buckinghamshire, com vista para o Tâmisa. Teve uma história intrigante.

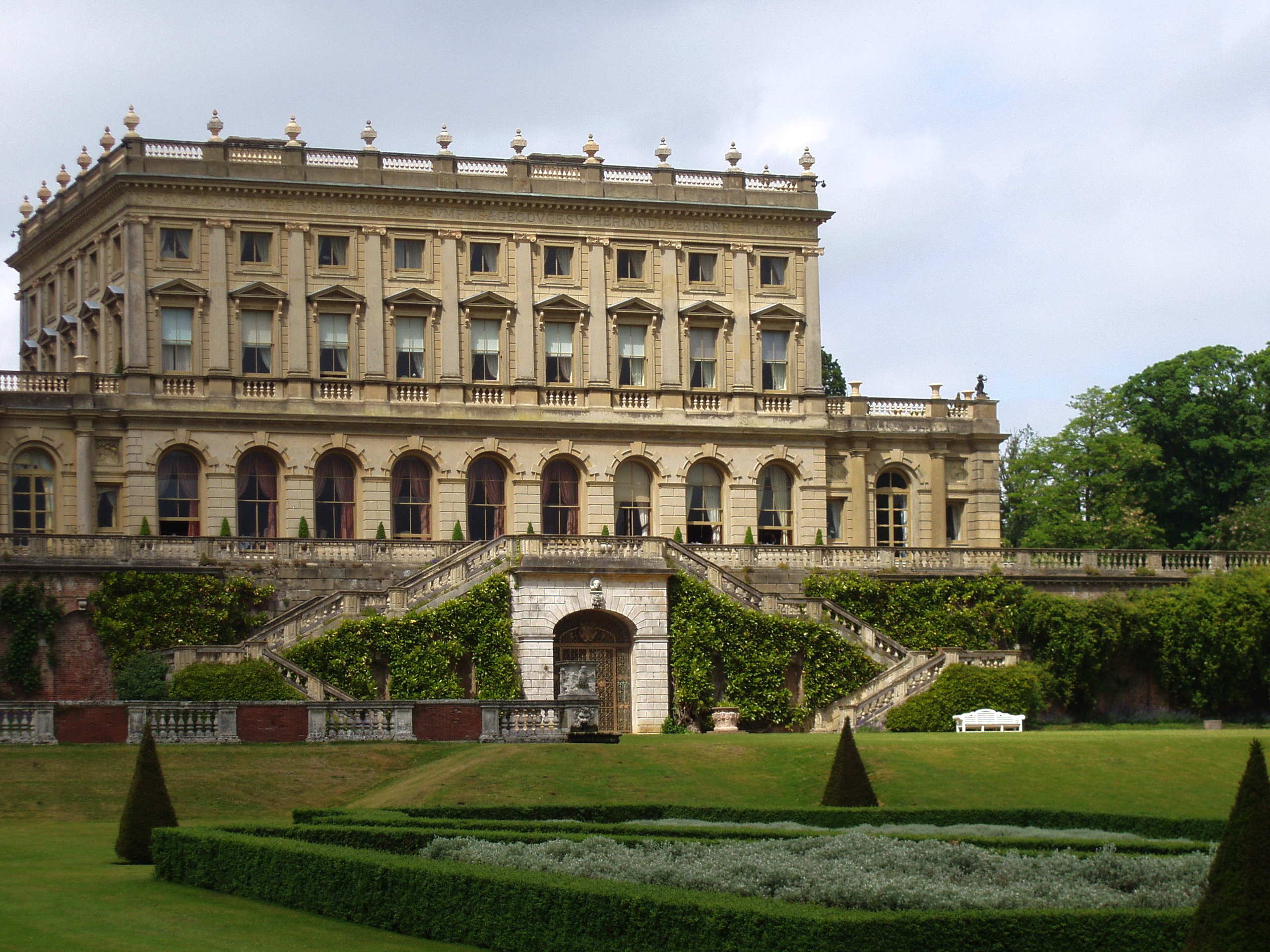
Cliveden visto do seu relvado.

O actual edifício, propriedade da "National Trust for Places of Historic Interest or Natural Beauty" (Instituto Nacional dos Locais de Interesse Histórico ou Beleza Natural), é usado como hotel.

## História
Cliveden foi edificado em 1851, pelo arquitecto Charles Barry, no local de uma outra casa construída em 1666 como residência de George Villiers, 2º Duque de Buckingham. O arquitecto deste primeiro edifício foi William Winde. A casa foi deixada a Frederico, Príncipe de Gales entre 1739 e 1751. Foi durante este período que a canção "Rule Britannia" teve a sua primeira apresentação, no rústico teatro do jardim, em 1740. Em 1795 a casa foi seriamente danificada por um incêndio. Durante os 30 anos seguintes permaneceu em ruínas; depois de uma reconstrução foi novamente destruída pelo fogo em 1849.
O palácio de três pisos de 1851, no clássico estilo italiano, foi construído nos amplos terraços do seu predecessor, para o Duque de Sutherland, que desejava um retiro campestre próximo de Londres. Este palácio era consideravelmente maior e mais luxuoso que a casa anterior. O exterior permanece essencialmente como desenhado por Barry, mas os interiores foram muito alterados na década de 1870, quando o palácio esteve na posse do Duque de Westminster, e novamente na década de 1890 quando John Loughborough Pearson remodelou o hall de entrada e ampliou a escadaria.

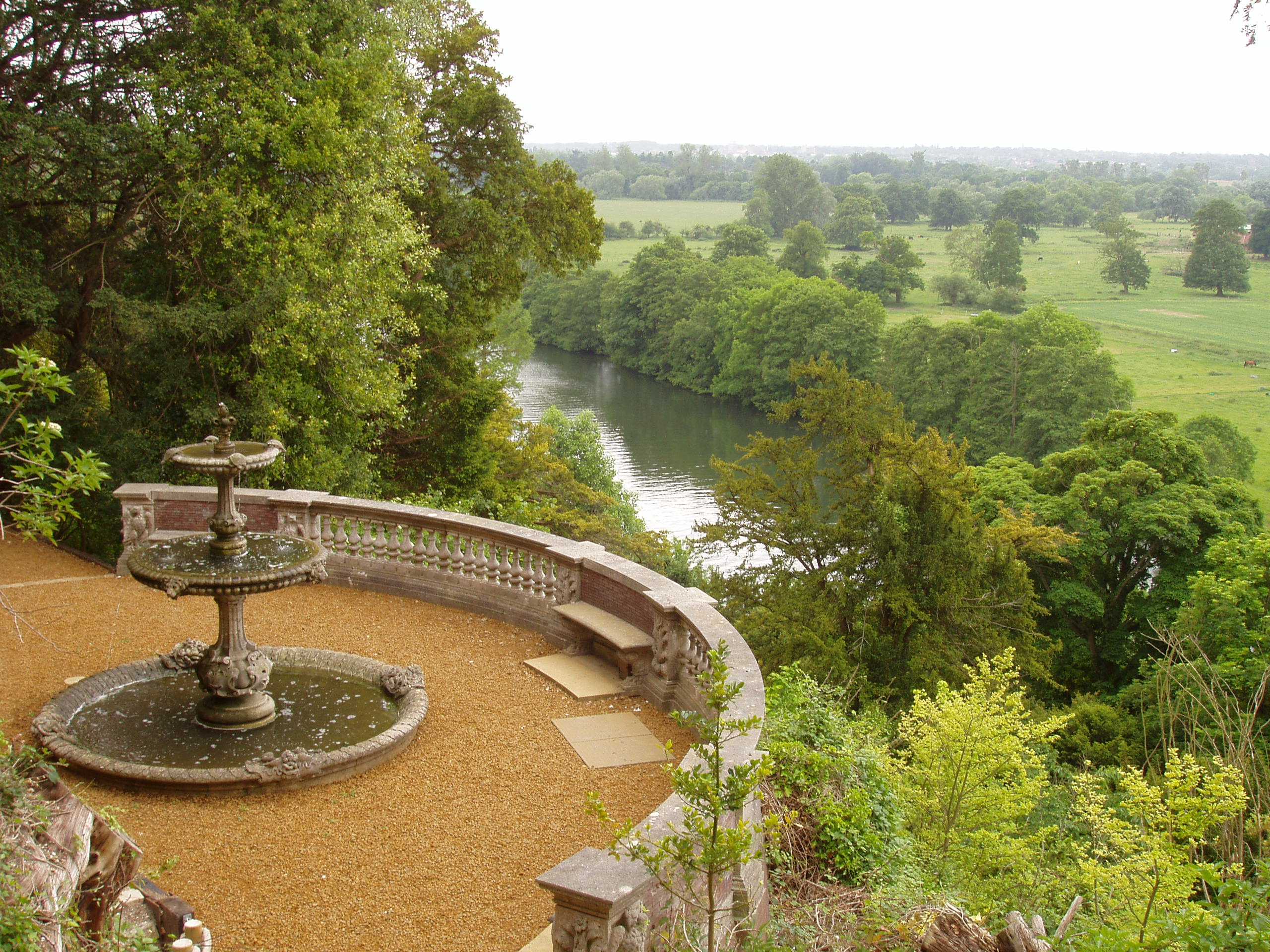
A Fonte Tortoise, com vista sobre o Tâmisa

Nos magníficos jardins existem templos e bizarrias construidas por vários proprietários e inquilinos. O templo octogonal (actualmente a capela) desenhado pelo arquitecto Giacomo Leoni foi encomendado por George Hamilton, 1º Conde de Orkney em 1735.
Em 1893 o palácio tornou-se na residência da família Astor; a partir de 1919 foi a casa de Waldorf Astor, 2º Visconde Astor e da sua esposa Nancy Astor, Viscondessa Astor, a primeira mulher a tomar assento como Membro do Parlamento. Astor morreu em 1952; a sua esposa faleceu em 1964 na casa da sua filha em Grimsthorpe, no Lincolnshire.

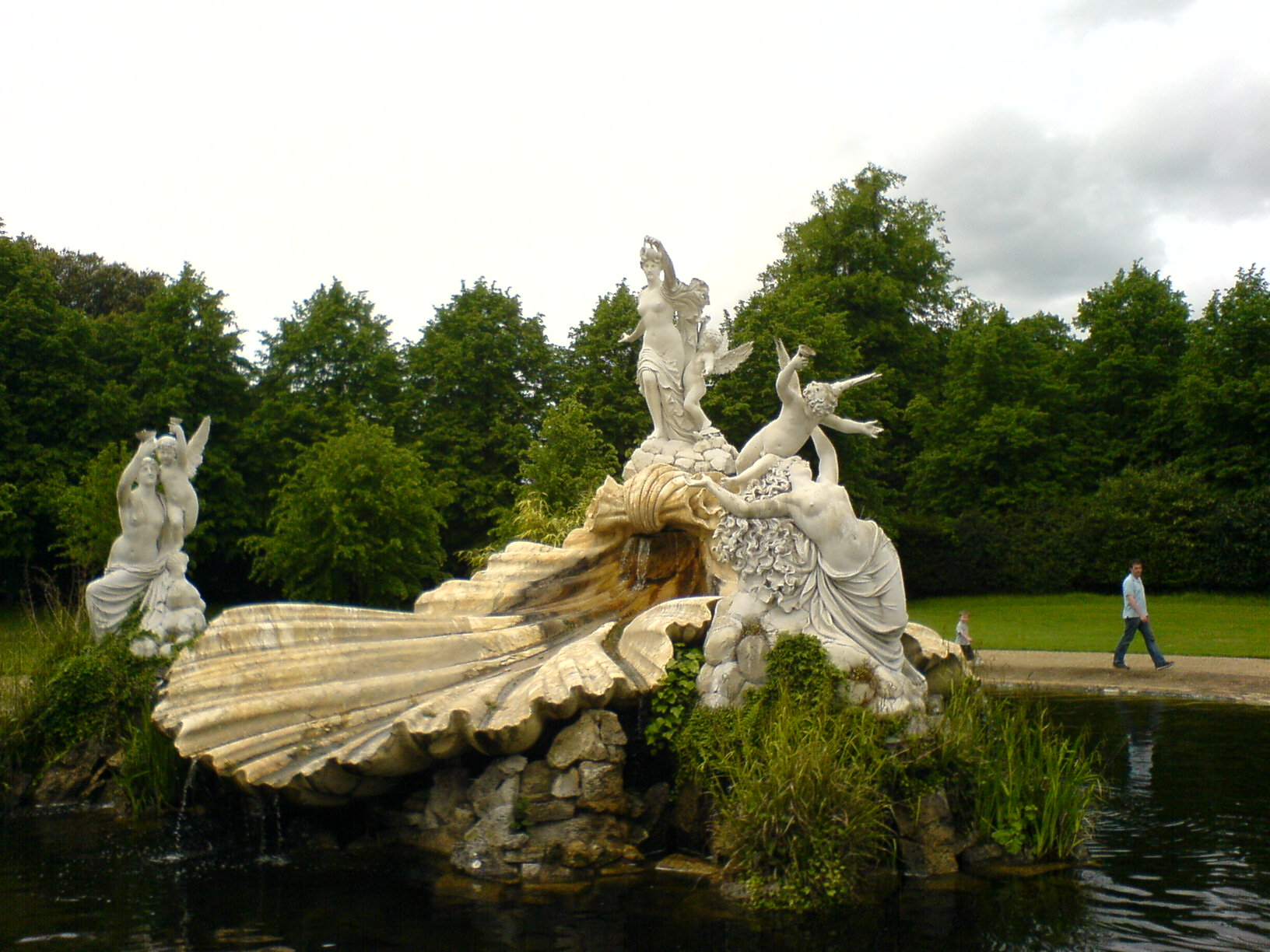
Fonte do Amor.

Enquanto lar dos Astors, o palácio tornou-se um local muito elegante para encontro de proeminentes figuras da política e das artes, caçadas à raposa, passeios nos magníficos jardins, e festas opulentas. Este proeminente grupo de indivíduos tornou-se conhecido como o "Cliveden Set" e tiveram muita influência nos assuntos do estado. Em meados da década de 1930 este grupo foi acusado de clamar pela conciliação de Adolf Hitler e dos Nazis alemães. Registos da casa e membros influentes do "set" mostraram que isso não era verdade e que todas as facções do panorama político estiveram representadas em Cliveden, mas a impressão da conciliação persiste. Foi por esta época que os Astor ampliaram a casa com uma ala em forma de ferradura, para providenciar quartos extra para as festas na casa.
O palácio tornou-se o centro do "Profumo Affair" em 1961, depois de um encontro casual numa festa entre o ministro John Profumo e a showgirl Christine Keeler que levou a um breve caso amoroso, que, quando foi tornado público, um ano depois, causou um susto na segurança nacional, pois Keeler também já tivera um caso com um adido cultural da embaixada da União Soviética.

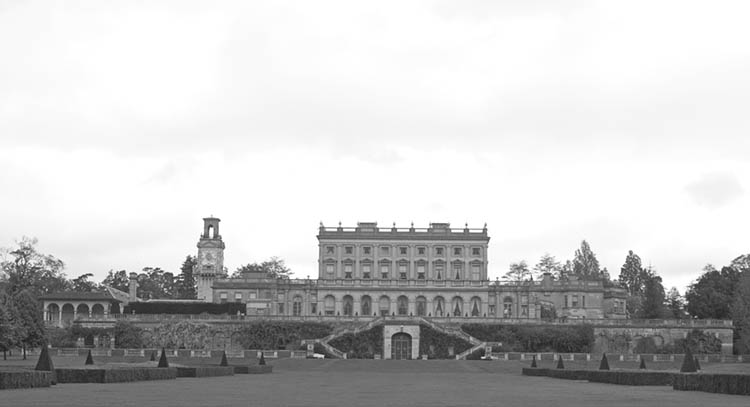
Fachada de Cliveden voltada para o jardim.

No rescaldo da Primeira Guerra Mundial, Astor ofereceu o uso de alguns dos terrenos à Cruz Vermelha Canadiana, para a construção de um hospital. O Hospital HRH Duquesa de Connaught foi desmantelado no final das hostilidades.
Em Setembro de 1939, Astor ofereceu novamente os terrenos com uma renda de 1 xelim anual para a construção do "Canadian Red Cross Memorial Hospital", desenhado pelo arquitecto Robert Atkinson. Depois da guerra o foco principal do hospital foi usado como escola de enfermagem, uma maternidade e uma unidade de reumatologia, e foi dirigido pela Drª Barbara Ansell.
Em 1942 Astor deu a propriedade ao "The National Trust", com a condição de a família continuar a viver ali. Caso a família se extinguisse, era seu desejo que a casa fosse usada:
....como eu e a minha esposa tentámos usá-la, trazer um melhor entendimento entre o mundo anglófono e os vários grupos ou secções de pessoas deste e de outros países.

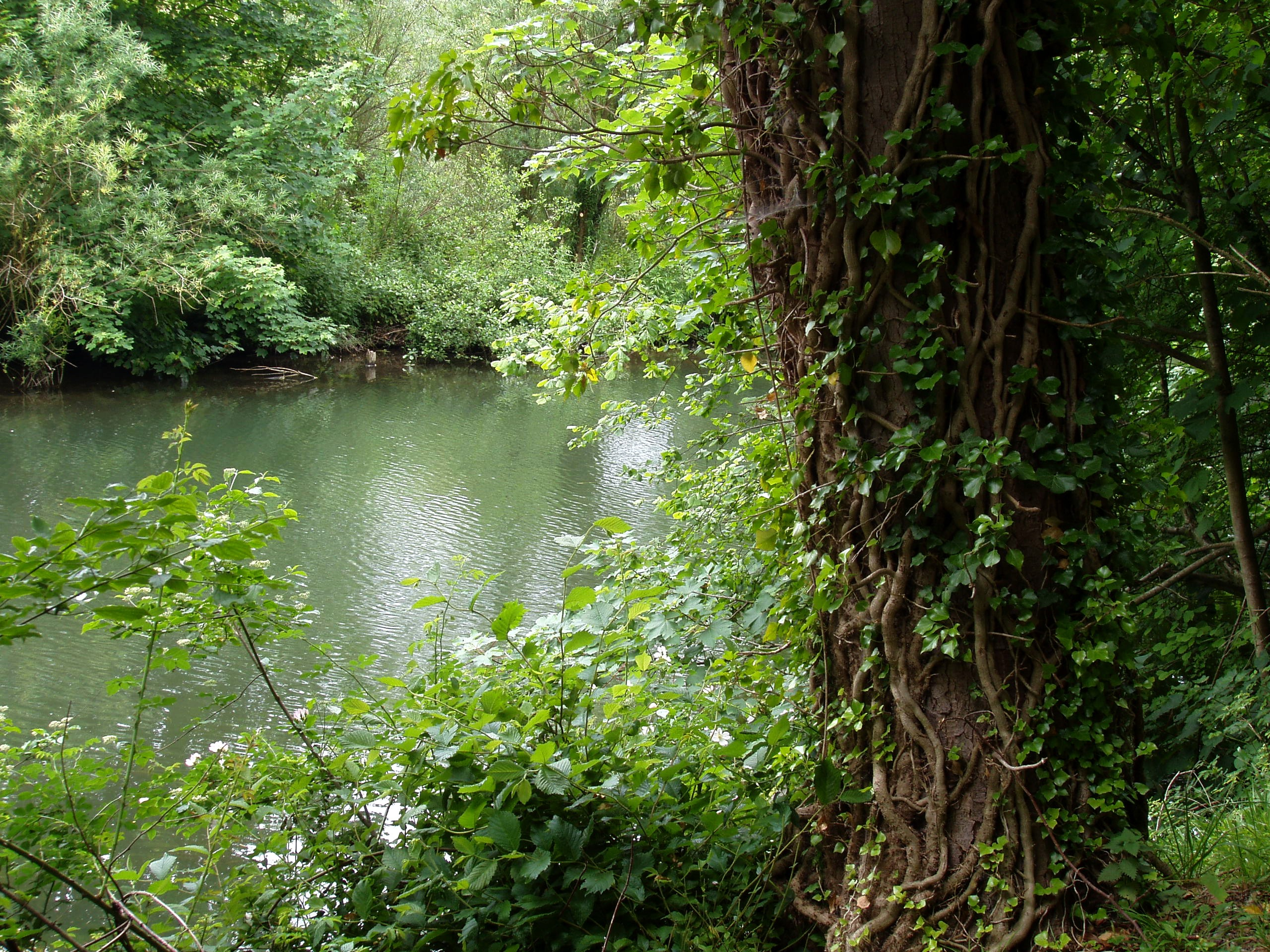
O Tâmisa visto de um caminho do parque de Cliveden.

Entre 1969 e 1983 a Universidade de Stanford desenvolveu um campus de estudos ultramarinos em Cliveden. Um pub subterrâneo foi aberto para estudantes e para habitantes locais.
Nos dias de hoje, o "National Trust" arrendou o palácio a um hotel de cinco estrelas operando ao estilo de uma casa de campo da Era eduardiana. A sua proximidade de Londres e do Aeroporto de Heathrow fizeram dele um destino popular. Os jardins estão listados pelo "National Trust" como um dos mais requintados jardins do país.

## Cliveden no cinema
- O filme Yaadein realizado por Bollywood foi filmado em Cliveden.
- O filme Mrs. Henderson Presents, de 2005, usou Cliveden para algumas cenas.
- No filme Thunderbirds de 2004, Cliveden é a casa de Lady Penelope Creighton-Ward, Creighton-Ward Mansion.